# Burgstall Raiten
Der Burgstall Raiten, auch Burgei genannt, ist eine abgegangene hochmittelalterliche Höhenburg auf 570 m ü. NHN in Spornlage, anstelle der katholischen Filialkirche St. Maria in Raiten, einem Ortsteil der Gemeinde Schleching im Landkreis Traunstein in Bayern. Die Anlage wird als Bodendenkmal unter der Aktennummer D-1-8240-0136 im Bayernatlas als „Burgstall des hohen Mittelalters sowie untertägige mittelalterliche und frühneuzeitliche Befunde im Bereich der Kath. Filial- und Wallfahrtskirche St. Maria in Raiten und ihres Vorgängerbaus“ geführt. 

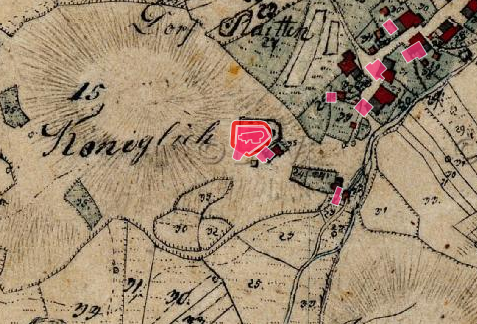
Lageplan von Burgstall Raiten auf dem Urkataster von Bayern

Von der ehemaligen Burganlage ist nichts erhalten.